# معماری ۲۰۳۰
معماری ۲۰۳۰ (Architecture_2030) در آمریکا شکل گرفت. گروهی مدافع محیط زیست، معماری مدرن، انعطلاف پذیر با تمرکز برای حفاظت از محیط زیست جهانی با استفاده از نوآوری و حس مشترک و سرعت پیاده‌سازی با هدف توسعهٔ این معماری و راه حل‌های کاربردی برای حل مشکل گرم شدن کره زمین است.

## سابقه و هدف
این سازمان در سال ۲۰۰۳ توسط «ادوارد مازریا» به منظور بررسی سریع تغییرات آب هوایی جهان تأسیس شد. به صورت محلی، بین‌المللی و جهانی، ادوارد مازریا و معماری ۲۰۳۰ مسئول بخش ساختمان، بررسی و کنترل تغییر شکل آب و هوا و تولید گازهای گلخانه‌ای بودند.
داده‌ها از اداره اطلاعات انرژی آمریکا نشان می‌دهد که بخش ساختمان‌ها، مسئول انتشار نیمی از گازهای گلخانه‌ای در سال هستند. در سطح جهانی درصدی بیشتر است. در سال ۲۰۰۳ ادوارد مازریا سه مقاله منتشر کرد؛ "in solar today"، "metropolis magazine" و "LA Times". افشای این بخش ساختمان در ایالات متحده و سازمان جهانی گازهای گلخانه‌ای. در سال ۲۰۰۳ و ۲۰۰۴ سه سمپوزیم، در لس آنجلس، سانتافه و شهر نیویورک با عنوان "Key to The Global Thermostat" برگزار شد.
این اولین بار برای معماران، برنامه ریزان، دانشمندان، سیاستمداران، رسانه‌ها و دانشگاه‌ها بود که گرد هم آورده شدند و برای یادگیری و بحث در مورد بخش ساختمان و نقش آن در گرم شدن کره زمین پرداختند.

## مأموریت
معماران ۲۰۳۰ مسئول ایجاد و رسیدگی سریع به فرصت‌هایی برای گفتگو دربارهٔ بخش ساختمان و گرم شدن زمین هستند.

## چالش °۲۰۳۰ درجه
بخش ساختمان یک منبع برای دریافت انرژی از موادی است که گازهای گلخانه‌ای تولید می‌کنند. ثبات و تولید گازهای گلخانه‌ای معکوس در این بخش کلیدی برای حفظ گرم شدن زمین زیر یک درجه سانتیگراد (°C) بالاتر از سطح امروزی است. برای انجام این کار و جلوگیری از تغییرات آب و هوایی خطرناک، معماری ۲۰۳۰ در چالش ۲۰۳۰ درجه در سال ۲۰۰۷ به در خواست جامعه معماری و ساخت و ساز جهانی اهداف زیر را مشخص کرد:
- همه ساختمان‌های جدید، برای استفاده از سوخت فسیلی بازسازی مجدد می‌شود، ۵۰٪ انرژی مصرف شده در ساختمان‌ها، در نهایت صرف تولید گازهای گلخانه‌ای می‌شود.
- حداقل، تعدادی از ساختمان‌های موجود برابر است با ساختمان‌های جدیدی که قرار است در این منطقه ساخته شوند. انرژی استاندارد عملکرد ۵۰٪ برای منطقه یا کشور به‌طور متوسط برای هر نوع ساختمان.
- استاندارد کاهش سوخت‌های فسیلی برای همه ساختمان‌های جدید رو به افزایش است:
- ۶۰٪ در سال ۲۰۱۰–۷۰٪ در سال ۲۰۱۵–۸۰٪ در سال ۲۰۲۰–۹۰٪ در سال ۲۰۲۵

کربن خنثی سال ۲۰۳۰(صفر سوخت فسیلی، گازهای گلخانه‌ای برای کار)
این ممکن است که از طریق استراتژی‌های نوآورانه، استفاده از فناوری‌های تجدید پذیر یا خرید (حداکثر ۷۰٪) از انرژی تجدید پذیر انجام شود.
بیشتر اهداف مهم روی سال ۲۰۱۰ متمرکز است (این مقاله برای سال ۲۰۰۳ است).
در فوریه سال ۲۰۱۱ چالش ۲۰۳۰ برای محصولات صادر شد به منظور کاهش انتشار گازهای گلخانه‌ای ایجاد شده توسط ساختمان‌ها.

## دستاوردهای کلیدی
- در ژانویه سال ۲۰۰۶ معماری ۲۰۳۰ وبسایت Architecture 2030 راه‌اندازی شد. از آن زمان اخبار E 2030 منتشر کردند. در ماه مه سال ۲۰۰۶، وب سایت ۲۰۳۰ به زبان اسپانیایی شروع به کار کرد و در کل آمریکای لاتین پخش شد. این وبسایت بیش از ۵۰٬۰۰۰ نفر در سراسر جهان بازدید دارد.
- در ماه مه سال ۲۰۰۵ میلادی، در یک نطق کلیدی در گرد همایی سالانه مؤسسه سلطنتی آرشیتکت کانادا، آقای ادوارد مزریا، انجمن بین‌المللی آرشیتکت را به چالش کشید تا پرچمدار مبارزه علیه تغییرات اقلیم جهانی باشد. این سخنرانی منجر به آن شد که در ماه ژوان سال ۲۰۰۵ میلادی، ۱۶ مؤسسه معماری که در عرصه جهانی پیشتاز بوده‌اند، از امضای اعلامیه لاس وگاس خبردادند. این اعلامیه به رسمیت شناخت مسولیت بزرگی که برعهده تمامی شاغلان حرفه معماری است تا انجام بدهند هرآنچه که می‌توانند تا تأثیر بگزارند بر کاهش عمده در سطح انتشار کربن، که این خود نتیجه ساختن و همچنین چرخه زندگی، ساخت محیط زیست است.
- در اکتبر ۲۰۰۵، معماران ۲۰۳۰ با ۷۸٬۰۰۰ عضو انجمن معماران آمریکا(AIA) کار کردند برای اتخاذ موقعیت سند رسمی خود در چالش ۲۰۳۰ درجه بر گرم شدن کره زمین (دسامبر ۲۰۰۵). این سند اظهار داشت که تمام ساختمان‌ها باید سوخت فسیلی، گازهای گلخانه‌ای را کاهش دهند که تا سال ۲۰۳۰ به کربن خنثی برسند.
- در ژانویه سال ۲۰۰۶، معماری ۲۰۳۰ با بیل ریچاردسون فرماندار جدید مکزیک کار می‌کرد که برای توسعه و پیاده‌سازی اولین فرمان اجرایی. تمام ساختمان‌های دولتی ۵۰٪ عملکرد انرژی کمتری نسبت به استاندارد بین‌المللی دارند.
- در ماه مه سال ۲۰۰۶، معماری ۲۰۳۰ یک قطعنامه (قطعنامه #۵۰) تهیه کرده بودند برای کار با شهرداران شیکاگو، میامی، سیاتل و آلبوکرک و معرفی آن به کنفرانس شهرداران ایالتی آمریکا در چالش ۲۰۳۰ درجه و پیدا کردن راهی برای اجباری کردن استفاده از کربن خنثی. در ماه ژوئن سال ۲۰۰۶ قطعنامه به اتفاق آرا برای همه ساختمان‌ها در همه ایالتها به تصویب رسید.
- در ماه ژوئن سال ۲۰۰۶ در سانتافه، کار با معماری ۲۰۳۰ اولین ایالت به‌طور رسمی قانون چالش ۲۰۳۰ درجه را به صورت یک قانون تصویب کرد.
- در ماه ژوئیه سال ۲۰۰۶، همکاری ساراسوتا کانتی با معماری ۲۰۳۰ باعث قانونی شدن چالش ۲۰۳۰ درجه در این ایالت شد.
- در ماه ژوئیه سال ۲۰۰۶، شورای بین‌المللی برای طرح‌های محیط زیستی محلی (ICLEI) شمال آمریکا برای اهداف خود را در بیانیه‌ای به پشتیبانی معماری ۲۰۳۰ به اتفاق آراء به تصویب رساندند که این بیانیه در ICLEI به تصویب رسید.
- در ماه اوت سال ۲۰۰۶، «هدف یاب» US EPA به اهداف چالش ۲۰۳۰ درجه برای محاسبه کاهش انرژی ساخت و ساز با ماشین حساب تحت وب خود ملحق شد.
- در ماه فوریه سال ۲۰۰۷، معماری ۲۰۳۰ میزبان یک چهارم از یک میلیون دانشجو طراحی، اعضای هیئت علمی، حرفه ای‌ها و رهبران جامعه در ۴۷ کشور جهان به صورت ویدئو کنفرانس بود. بیش از ۱۲۰۰ عضو AIA صاحب صلاحیت برای ادامه اعتبار آموزش و صدها دانشگاه بزرگ برای مقابله حوادث بزرگ دسته‌بندی و سازمان دهی شدند.
- در ماه فوریه در سال ۲۰۰۷ دو لایحه به قوه مقننه کالیفرنیا که با هدف تکثیر اهداف چالش ۲۰۳۰ برای کاهش مصرف انرژی برای ساختمان‌های مسکونی و غیر مسکونی جدید، هر دو با هدف رسیدن به ساختمان‌های کربن خنثی معرفی شدند.
- ماه مارس سال ۲۰۰۷، کمیسیون ایالت Fulton به قطعنامه چالش ۲۰۳۰ رأی داد. قبلاً توسط شهردار آتلانتا «شرلی فرانکلین» به تصویب رسید.